# 丸瀬布森林公園いこいの森
丸瀬布森林公園いこいの森（まるせっぷしんりんこうえんいこいのもり）は、北海道紋別郡遠軽町にある森林公園である。本項では公園に隣接する丸瀬布昆虫生態館および丸瀬布温泉「やまびこ」についても述べる。

## 概要
旧丸瀬布町が1970年代から1990年代にかけて、丸瀬布市街地南方9kmに位置する北海道電力武利ダム（1980年完成）のダム湖畔一帯に整備した町営の森林公園である。
園内はかつての武利意森林鉄道武利意幹線荒川連絡所-滝停留所間に相当し、森林鉄道時代の路盤を一部に使用した軌道線を敷設し、同森林鉄道で使用されていた蒸気機関車「雨宮21号」が牽引するSL列車を1980年から運行していることで知られる。このほか丸瀬布郷土資料館、丸瀬布温泉、オートキャンプ場などの施設が設けられている。またオリエンテーリングのパーマネントコース（公認No.726）にもなっている。コース距離は10kmであり、スタート地点は郷土資料館となっている。
「雨宮21号」は北海道庁の北海道遺産、経済産業省の近代化産業遺産、JR北海道の準鉄道記念物に指定されているほか、「雨宮21号」や一部が旧森林鉄道軌道敷である園内軌道を含む、流域一帯の森林鉄道遺構と住民による保存活動について、日本森林学会の林業遺産にも指定されている。
2016年8月、大雨による武利川の氾濫で武利川右岸側の軌道やオートキャンプ場、公園遊具が冠水・流失する大きな被害を受けたが、遠軽町が復旧作業を進めた結果、2018年7月に全面復旧した。
また道道上武利丸瀬布線を挟んだ隣接地には、昆虫をテーマにした博物館「丸瀬布昆虫生態館」および日帰り温泉施設「丸瀬布温泉『やまびこ』」があり、いずれも遠軽町が運営している。両施設は公園閉園中の冬季も開館している。

## 利用情報
- 開園期間：4月下旬 - 10月下旬
- 入場料：無料
- 駐車場：200台（無料）

## 施設

### 軌道

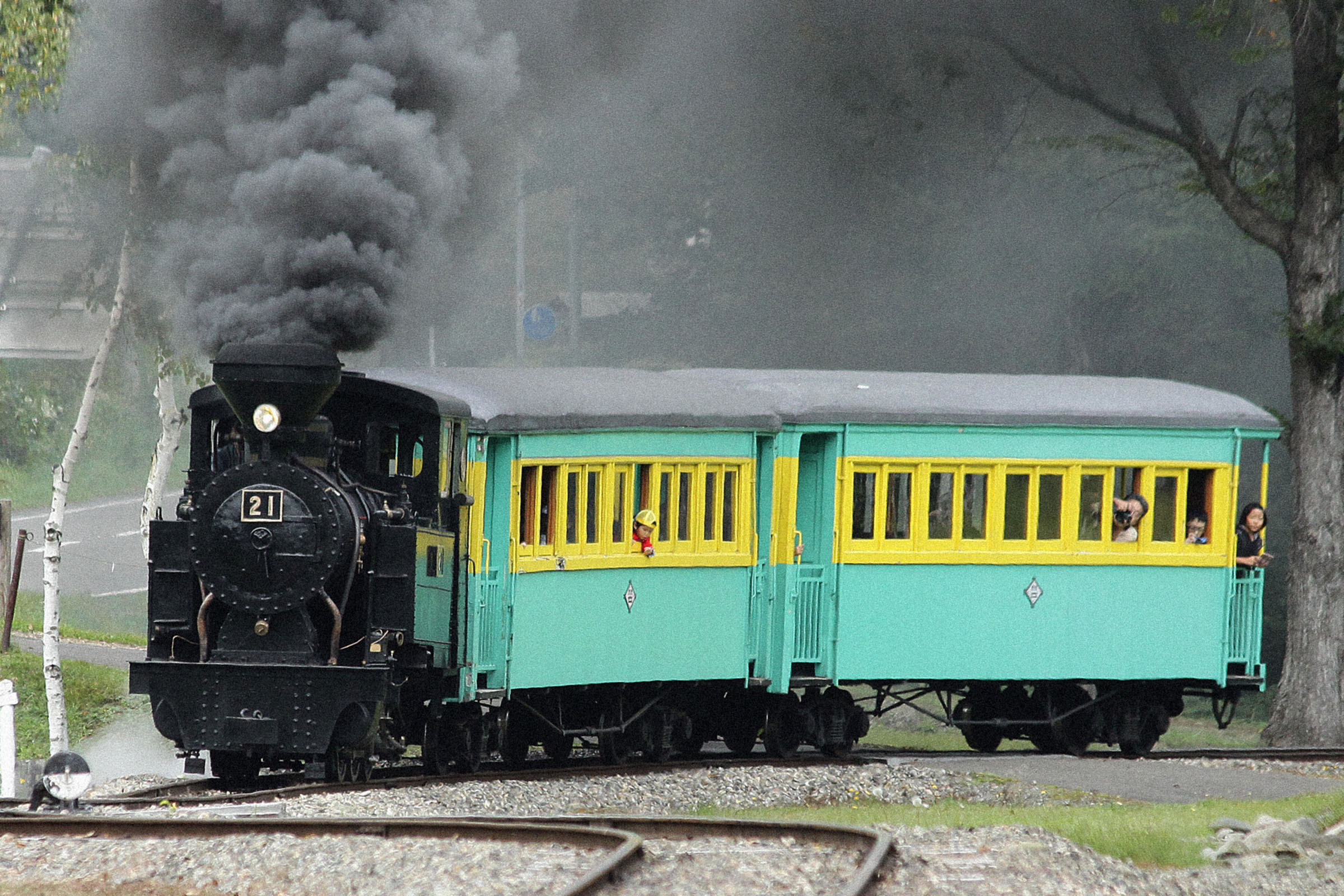
雨宮21号のSL列車

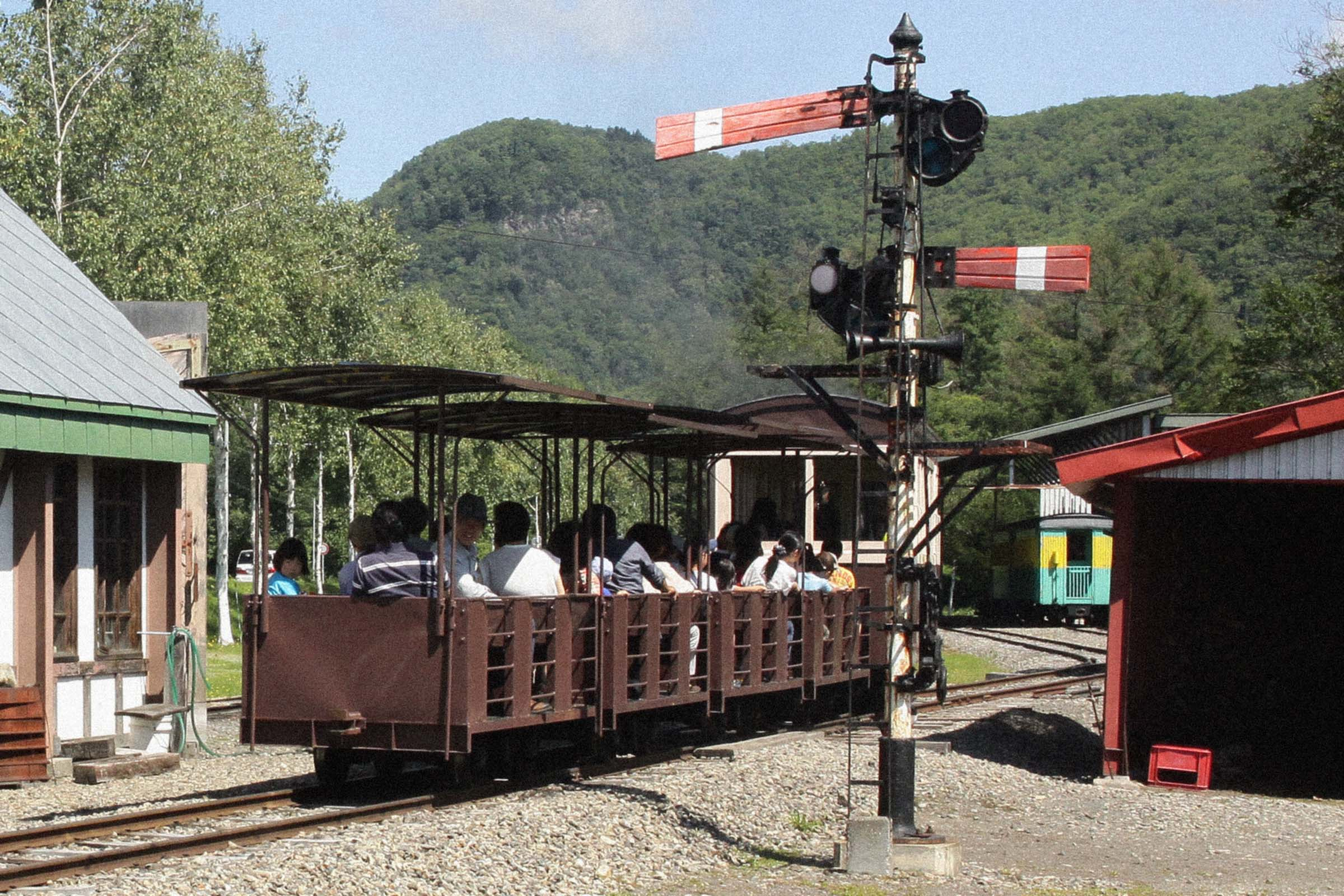
開放型客車

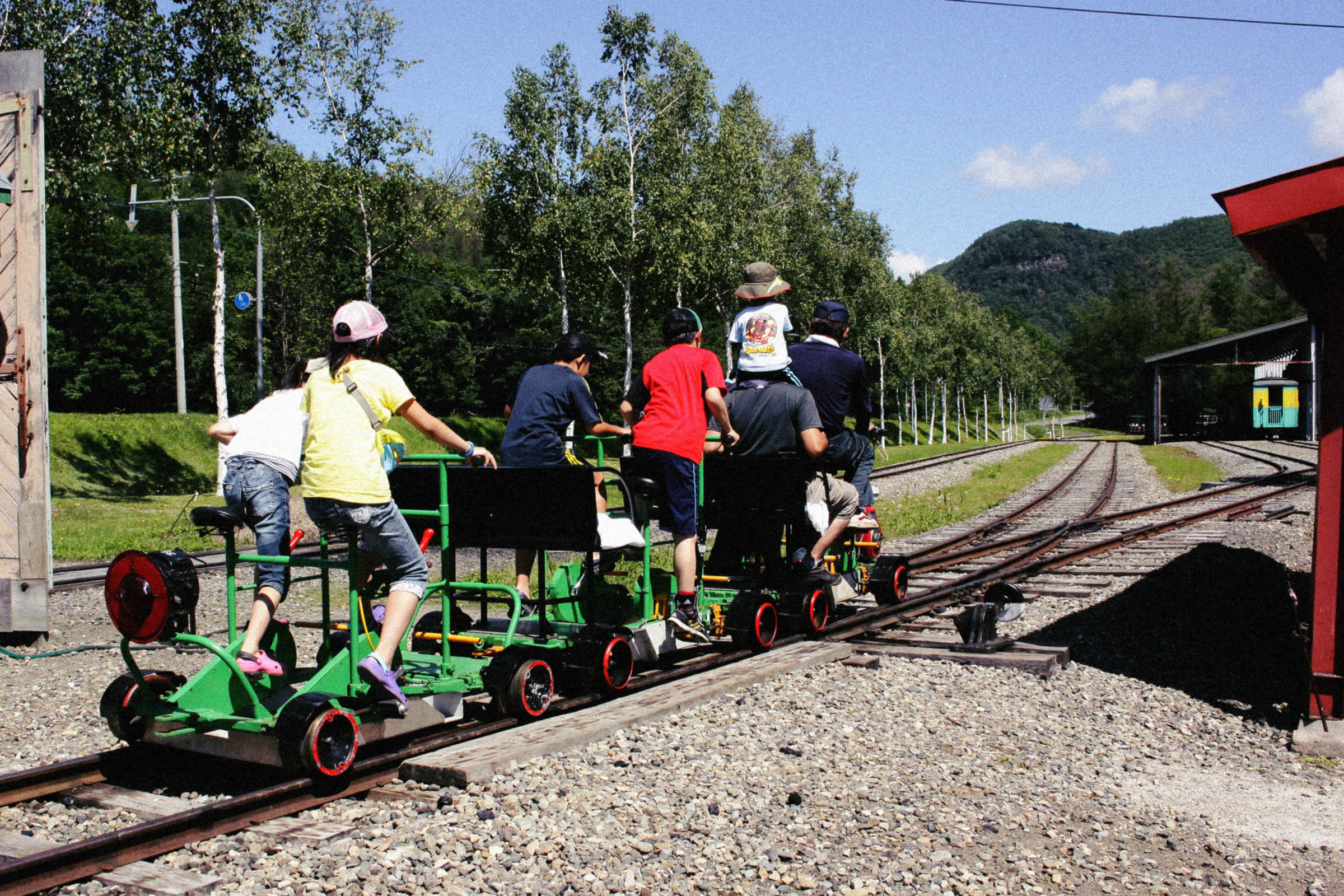
足こぎ自転車（軌道自転車）

林業を主幹産業としてきた丸瀬布の歴史を伝える象徴として、公園内の武利川両岸に軌間762mm、全長2kmの森林鉄道規格の軌道が敷設されている。左岸側に停車場（1面1線）、詰所（切符売り場）、機関庫（1線）、車両格納庫（4線）が設置されている。1980年に部分開通し、1981年に全通した。軌道は武利川を渡る橋梁（1981年北炭機械工業滝川工場製）を挟んで両岸で周回する形となっており、このうち左岸の武利ダム湖畔と郷土博物館付近の間の直線区間は、武利意森林鉄道武利意幹線の路線跡である。
同森林鉄道で使用されていた蒸気機関車「雨宮21号」および旧鶴居村営軌道（釧路市・鶴居村）で使用されていた6トン型ディーゼル機関車牽引の列車が運行されており、元・林野庁北見営林局の森林鉄道用小型客車、元・井笠鉄道（岡山県）の木造客車、丸瀬布町が1980年の保存運転開始時に新製した開放型客車に乗車することができる。このほか、軌道を走行する足こぎ自転車（軌道自転車）の乗車体験ができる。
また遠軽町は2018年10月、林野庁から譲渡が打診された中部森林管理局愛知森林管理事務所保存の旧北見営林局10トン型ディーゼル機関車を譲受した。町ではふるさと納税制度を活用して修復し、公園内で運行することにしている。
- 運行日：開園期間中の土・日・祝日。夏休み期間中（7月下旬 - 8月中旬）は毎日運行。運行日は遠軽町公式サイト[3]で確認が必要。
- 運行時間：始発10:00 - 最終16:30、12時台を除き30分間隔運行。
- 乗車料金：高校生以上500円、4歳以上250円（団体30名以上2割引）

### 郷土資料館
雨宮21号の歴史や開拓当時の生活の様子など、丸瀬布地域の歴史を紹介している。園内軌道の機関庫に隣接しており、施設外観は丸太の輪切りをイメージしている。
- 開館期間：4月下旬 - 10月下旬（いこいの森開園期間と同一）
- 開館時間：午前9時 - 午後5時
- 休館日：火曜日（祝日の場合は翌日）。大型連休・夏休み期間中は無休。
- 入館料：高校生以上150円、小学生以上50円。団体30名以上2割引。

### いこいの森オートキャンプ場
- キャンプサイト：武利川右岸に設けられている。すべて車乗り入れが可能。バンガローおよび第1・第2オートサイトは事前予約制で、毎年4月初頭に受け付けを開始する。
  - フリーサイト
  - バンガロー
  - 第1オートサイト（電源(10A)あり）
  - 第2オートサイト（電源なし）
- 利用料：高校生以上500円、小学生以上300円。さらにサイト別の利用料が必要となる

センターハウスには以下の設備がある。すべて有料。
- コインランドリー
- 乾燥機
- 温水シャワー
- コンロ
- 寝袋

### 各種遊具
- 第1管理棟
  - ゴーカート
  - ローラースケート
  - バッテリーカー
- 第2管理棟
  - ターゲットバードゴルフ
  - テニスコート（ラケットレンタルあり）
  - 変形自転車
- センターハウス
  - パークゴルフ用具一式

## 保存車両

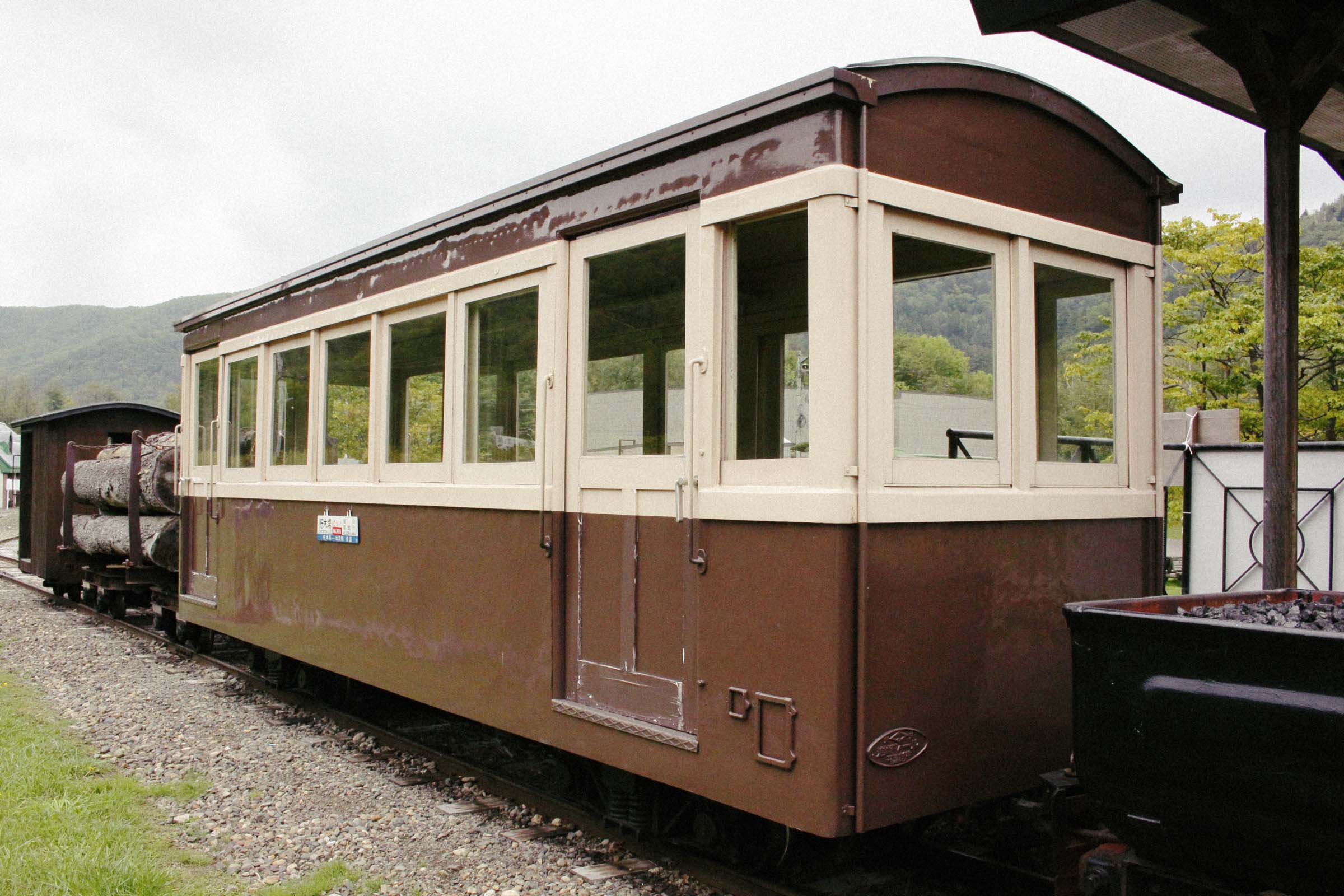
岩崎レール工業製小型客車

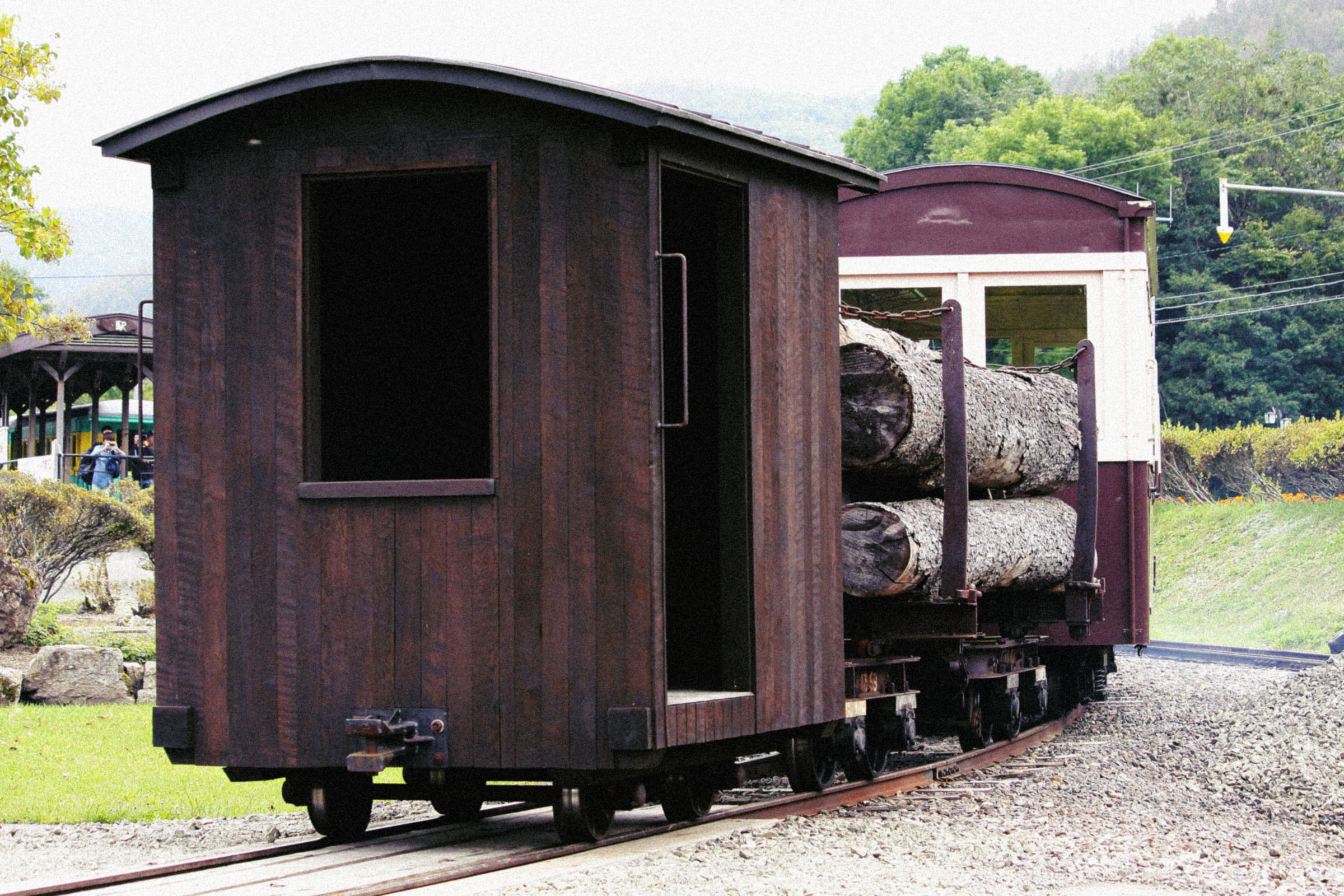
旧武利意森林鉄道緩急車の複製車と運材台車

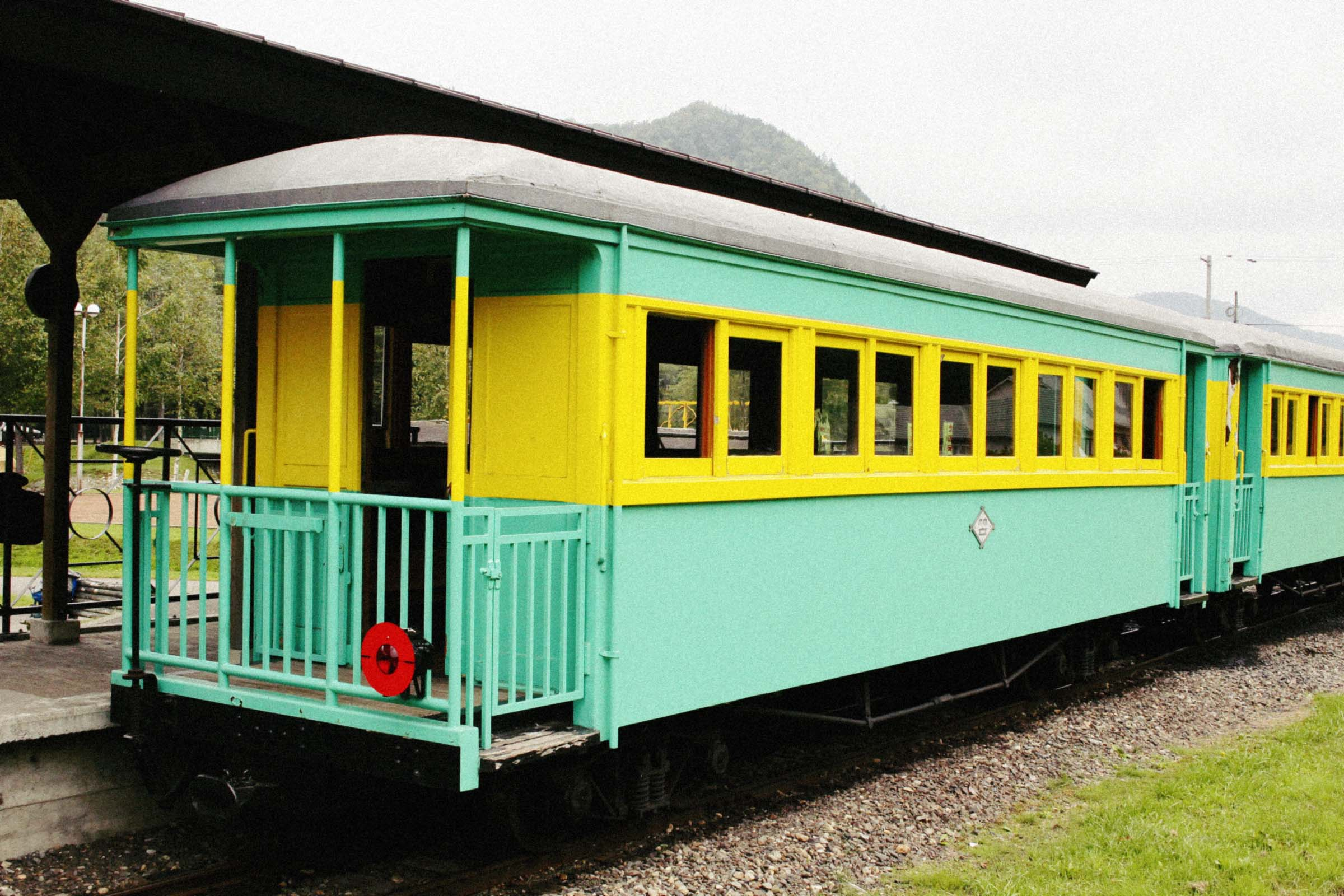
井笠鉄道ホハ13

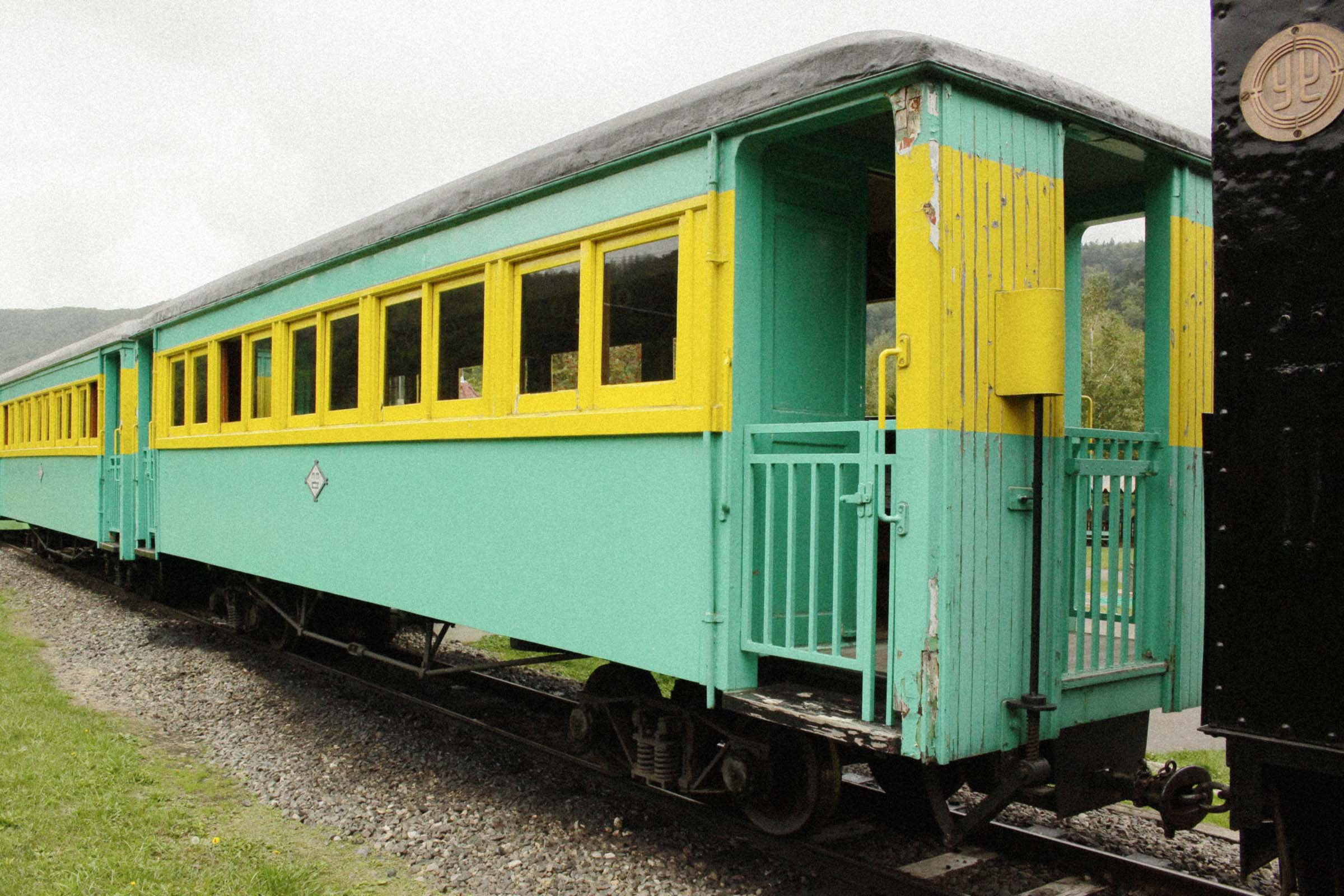
井笠鉄道ホハ19

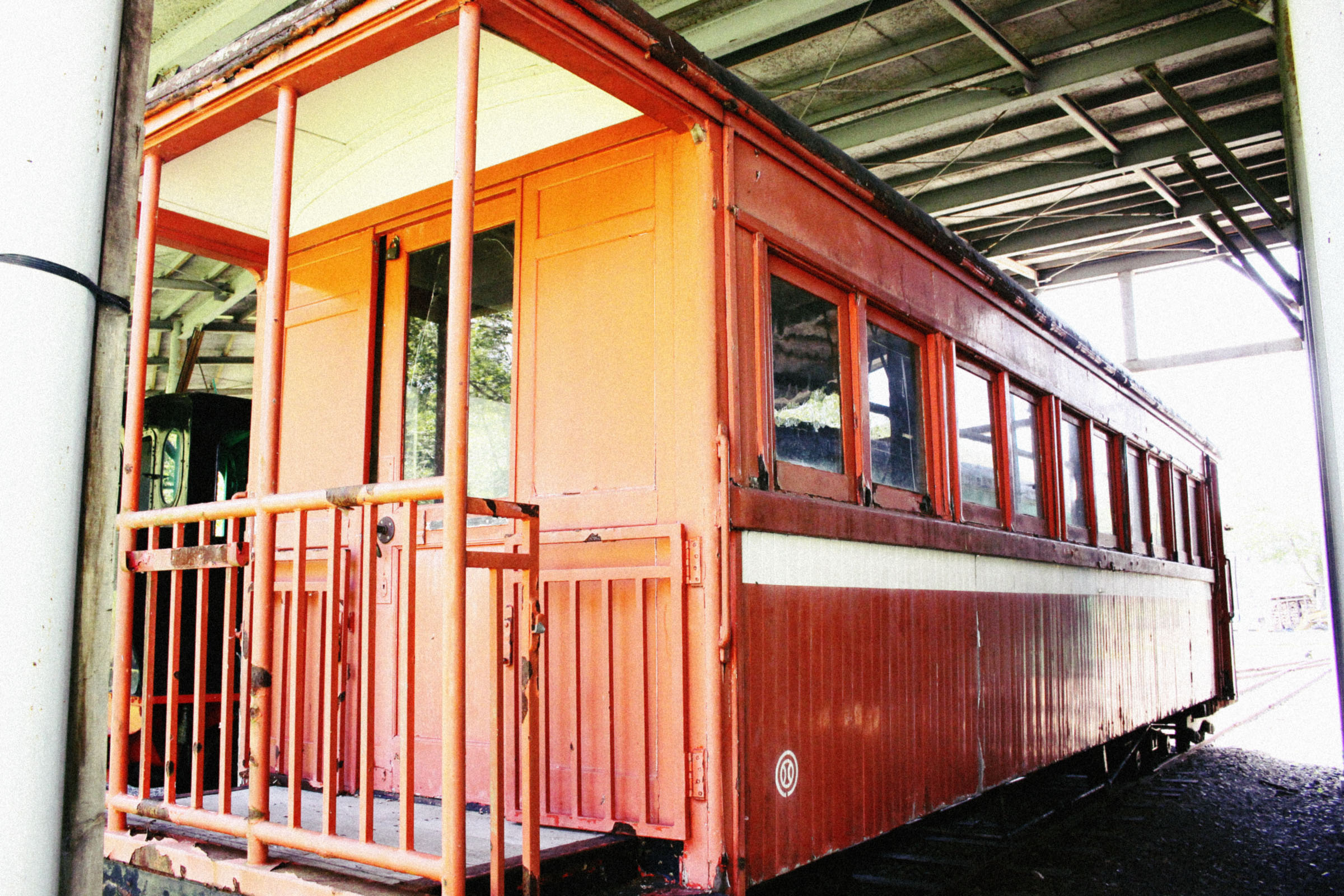
井笠鉄道ホハ18（西武35）

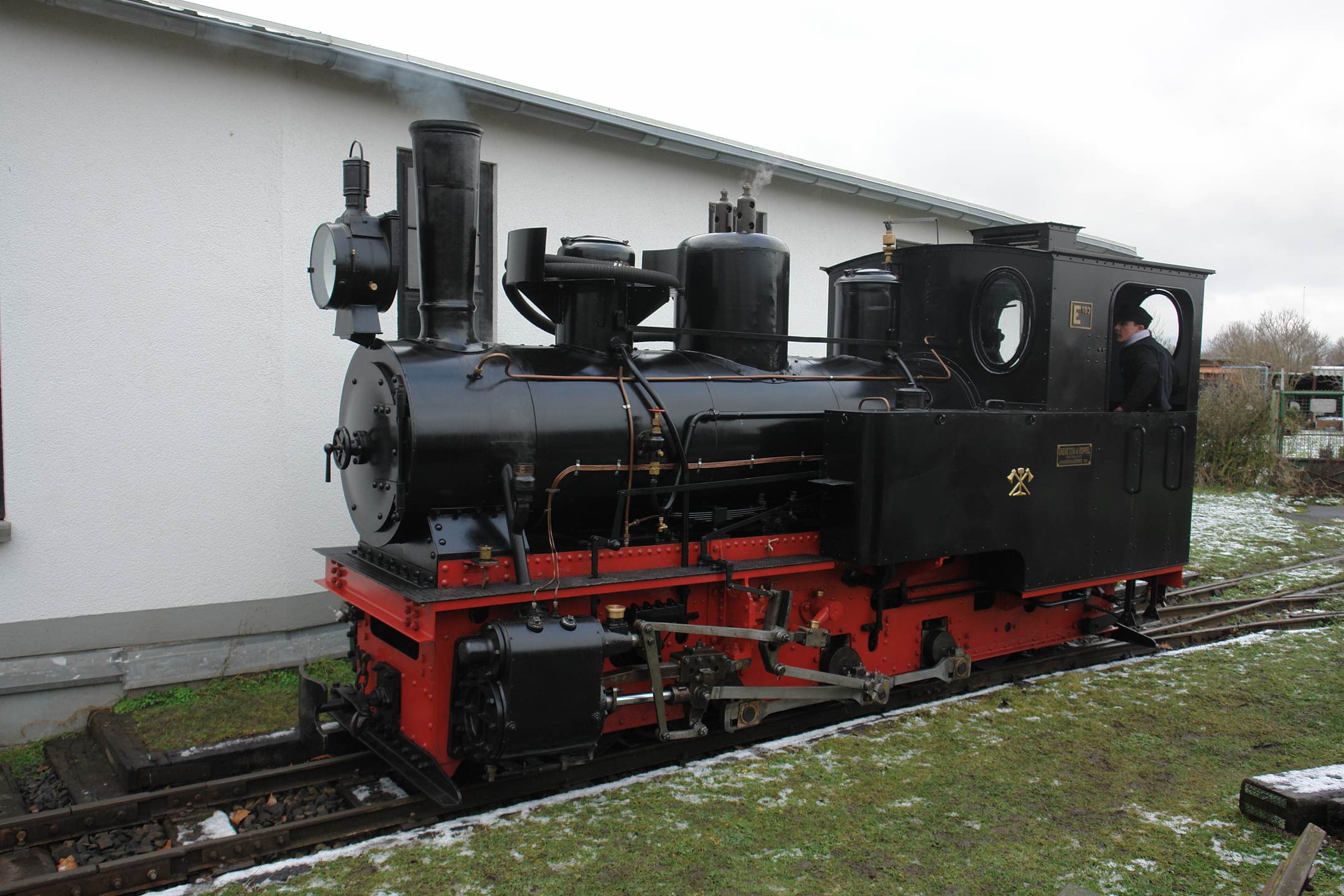
2002年まで丸瀬布森林公園いこいの森で保存されていた鉄道連隊E103号蒸気機関車（ドイツ・フランクフルト軽便鉄道博物館、2015年）

### 動態保存車両

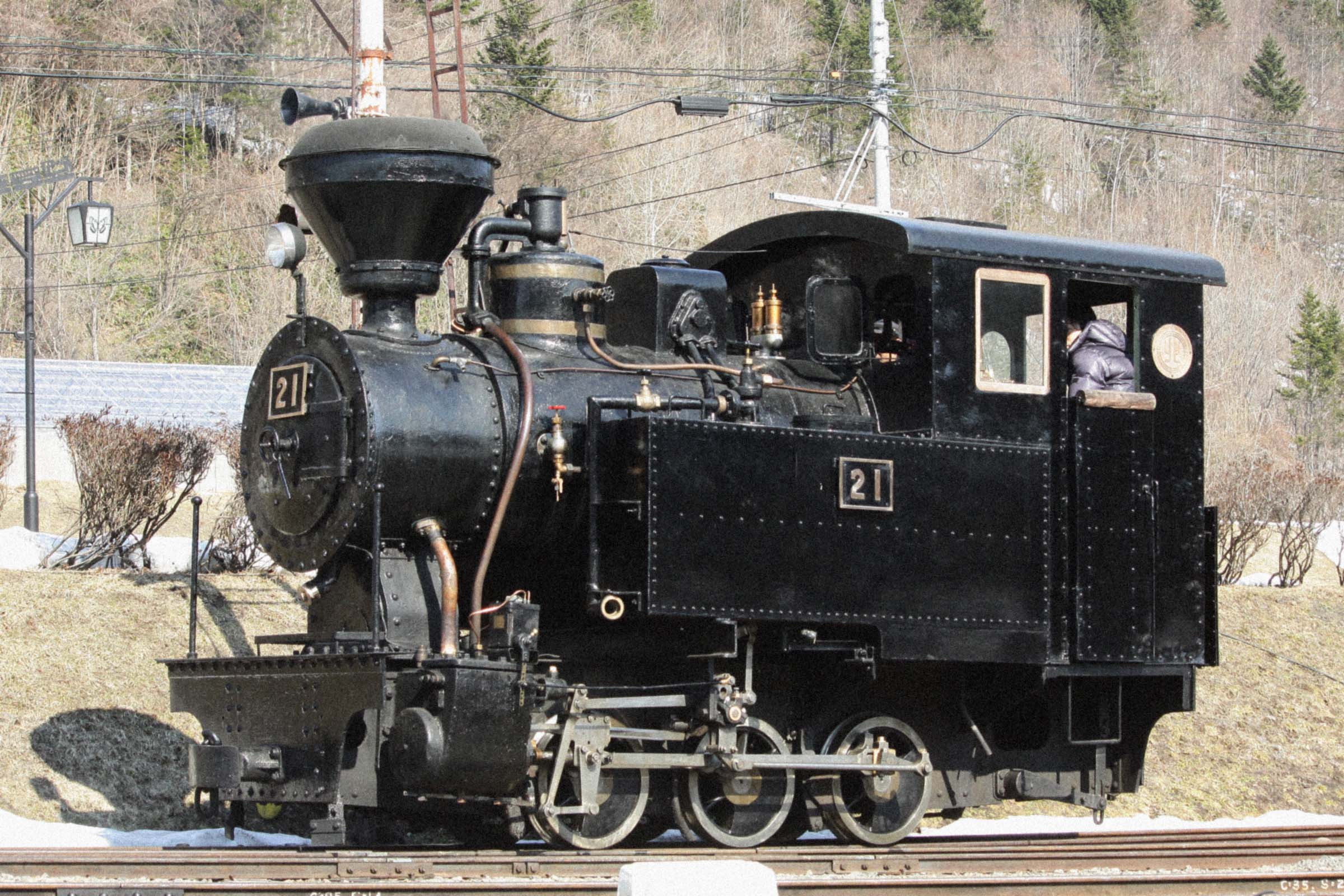
雨宮21号蒸気機関車

1928年（昭和3年）、雨宮製作所製。武利意森林鉄道の開通時から使用され、1958年（昭和33年）に廃車。林野庁が計画した解体や搬出に地元が反対し、1976年に林野庁から丸瀬布町に譲渡。翌1977年に札幌交通機械で可動状態に復元され、1980年から動態保存運転が行われている。2004年（平成16年）10月22日に北海道遺産に指定。2008年（平成20年）9月13日に生誕80年の記念イベントを実施。2009年（平成21年）2月には経済産業省の近代化産業遺産に認定された。

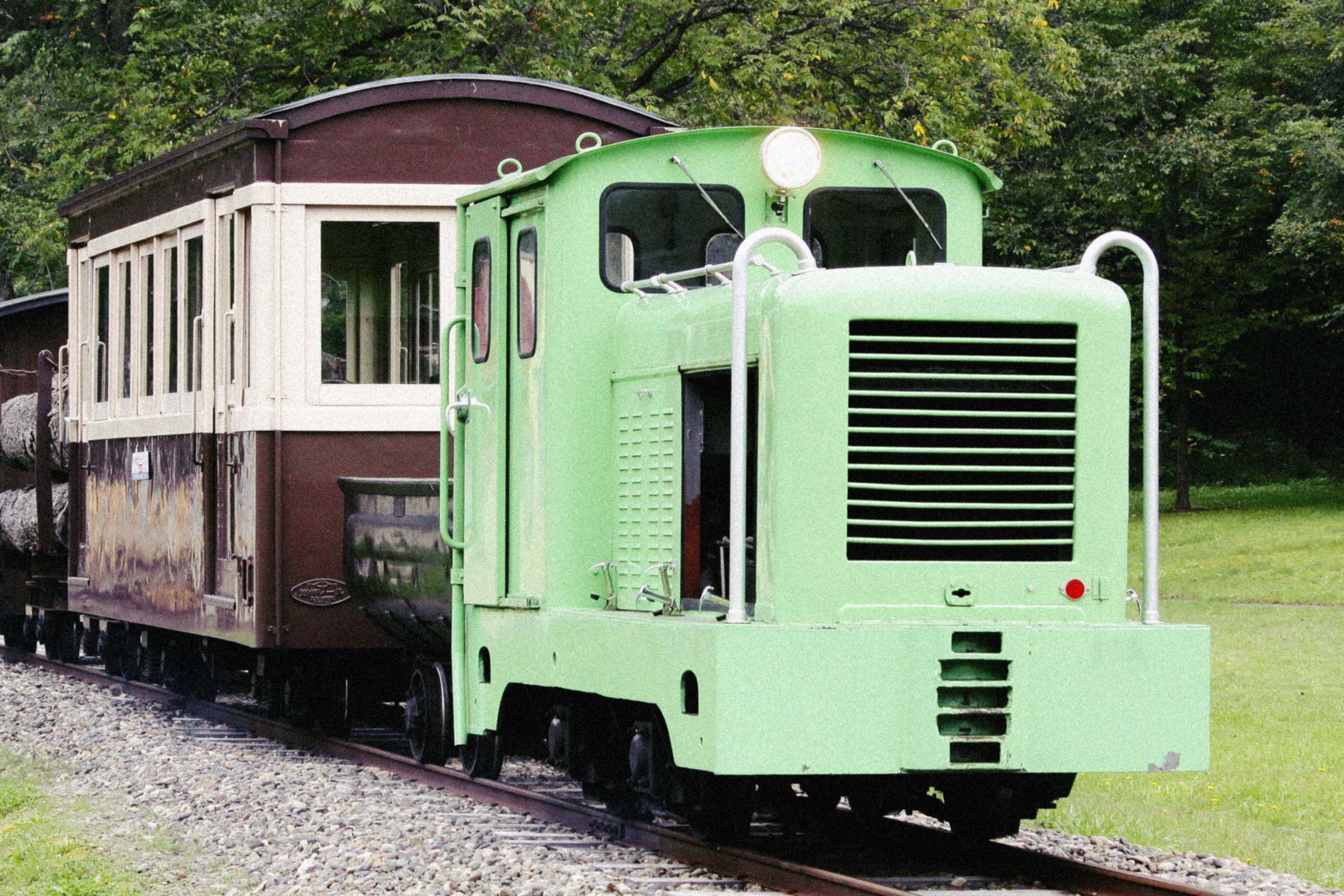
鶴居村営軌道6tディーゼル機関車
釧路市と鶴居村を結ぶ簡易軌道の鶴居村営軌道向けに1959年（昭和34年）、運輸工業で製造された6tディーゼル機関車。1967年（昭和42年）の村営軌道廃止後、釧路市の新宮商行釧路防腐工場の構内軌道で木材移動用の機械として1989年まで使用され、故障し廃車となったものを丸瀬布町が1995年に譲受した。同工場では車体を木材に押し当てて使用していたため運転台の妻面が激しく破損するなど損耗していたが、札幌交通機械が修理復元し、翌1996年から運行を開始した。イベントなどで「雨宮21号」と同時運行される。
岩崎レール工業製森林鉄道用小型客車（旧上松運輸営林署B客14号）
国内の森林鉄道向け客貨車を数多く手がけていた岩崎レール工業が1956年（昭和31年）に製造した林野庁向け小型客車。北見営林局管内の森林鉄道で使用された後、長野営林局上松運輸営林署王滝森林鉄道に転配され、B客14号として1975年の同線廃止まで使用。北海道の森林鉄道由来の客車であることから、1980年の雨宮21号運転開始時の牽引客車として、丸瀬布町が譲受した。
譲受後は長く赤地に白帯の塗色であったが、2004年から2005年にかけて行われた更新修繕時に、同じ北見営林局の留辺蘂営林署温根湯森林鉄道（旧留辺蘂町・上川町、1961年廃止）の客車（1959年協三工業製）塗色にならい、茶とクリームの2色塗り分けに変更した。運材台車や緩急車を併結した、往年の運材列車を再現した編成で運行される。
運材台車、緩急車
鋼製運材台車は武利意森林鉄道で用いていたもので、1372号（1955年夕張製作所製）と1359号（1956年夕張製作所製）の2台車1組に、伐採した丸太を実際に積載した状態で運行している。両台車はともに貫通ブレーキを装備しているが、いこいの森では使用していない。また2軸木造緩急車は、運材列車制動手の添乗と牽引機の薪炭積載に用いられた車両で、森林鉄道廃止後も残存していた1両を1983年、丸瀬布郷土史研究会が丸瀬布営林署から譲受して丸瀬布町に寄贈したものが車両格納庫に保存されており、この保存車を元に複製した車両が、往年の運材列車を再現するために最後尾に連結されている。
井笠鉄道客車第6号形ホハ13・ホハ14、客車第17号形ホハ18・ホハ19

1925年（大正14年）、日本車輌製造のシングルルーフ木造客車で、井笠鉄道（岡山県、2012年解散）で使用されていた。ホハ13・ホハ14は井笠鉄道発注車。ホハ18・ホハ19は高屋駅（岡山県後月郡高屋町、現・井原市高屋町）で井笠鉄道と接続していた両備軽便鉄道（高屋線、のち神高鉄道→井笠鉄道神辺線）の車両（両備・神高ナ19→井笠ホハ18、両備・神高ナ20→井笠ホハ19）で、1940年の神高鉄道買収により井笠鉄道に編入された。
井笠鉄道の鉄道事業廃止（1971年）後、西武鉄道に1972年譲渡。山口線で31形客車（ホハ13→31形37、ホハ14→31形38、ホハ18→31形35、ホハ19→31形36）として1984年（昭和59年）5月まで使用された後、同線の新交通システム化で廃車となり、ユネスコ村で保存。1993年（平成5年）10月に5形蒸気機関車532号機と共に丸瀬布森林公園いこいの森に譲渡された。当時は車両格納庫および格納庫線の建設整備前で、532号機とともに4両とも露天で留置されていたが、1995年、交通博物館の指導でホハ13およびホハ19が修繕され、運用されるようになった。
井笠時代は4両とも車端部に乗降扉および妻面扉がある密閉式のデッキ構造であったが、西武鉄道が行った改造で扉とステップを撤去し開閉式の柵を取り付けてオープンデッキ化。さらにホハ13およびホハ18は車体妻面の一方が完全に撤去されて展望車風に改造されており、デッキ部のみ西武時代に全車原形を失っていた。
ホハ13、ホハ19は傷んだ側面の修繕や垂下した車体の修整を行っており、井笠時代をイメージした塗色に変更。のち鋼製の井笠鉄道社紋を側面に取り付けている。形式番号などの表記は行われていない。多客時に雨宮21号蒸気機関車に牽引されて使用されており、運用のない日は車両格納庫内に留置している。
一方、ホハ18は西武時代の塗色と表記を残した未修繕の状態で車両格納庫内に保管されている。ホハ14は車体が解体され、台枠と下回りのみが車両格納庫に保管されている。
丸底鋼製鉱車
雨宮21号に併結し薪炭車として使用されている鉱車。妻面に北海道炭礦汽船（夕張製作所、北炭機械工業も同一）の社紋が存在する。

### 静態保存車両

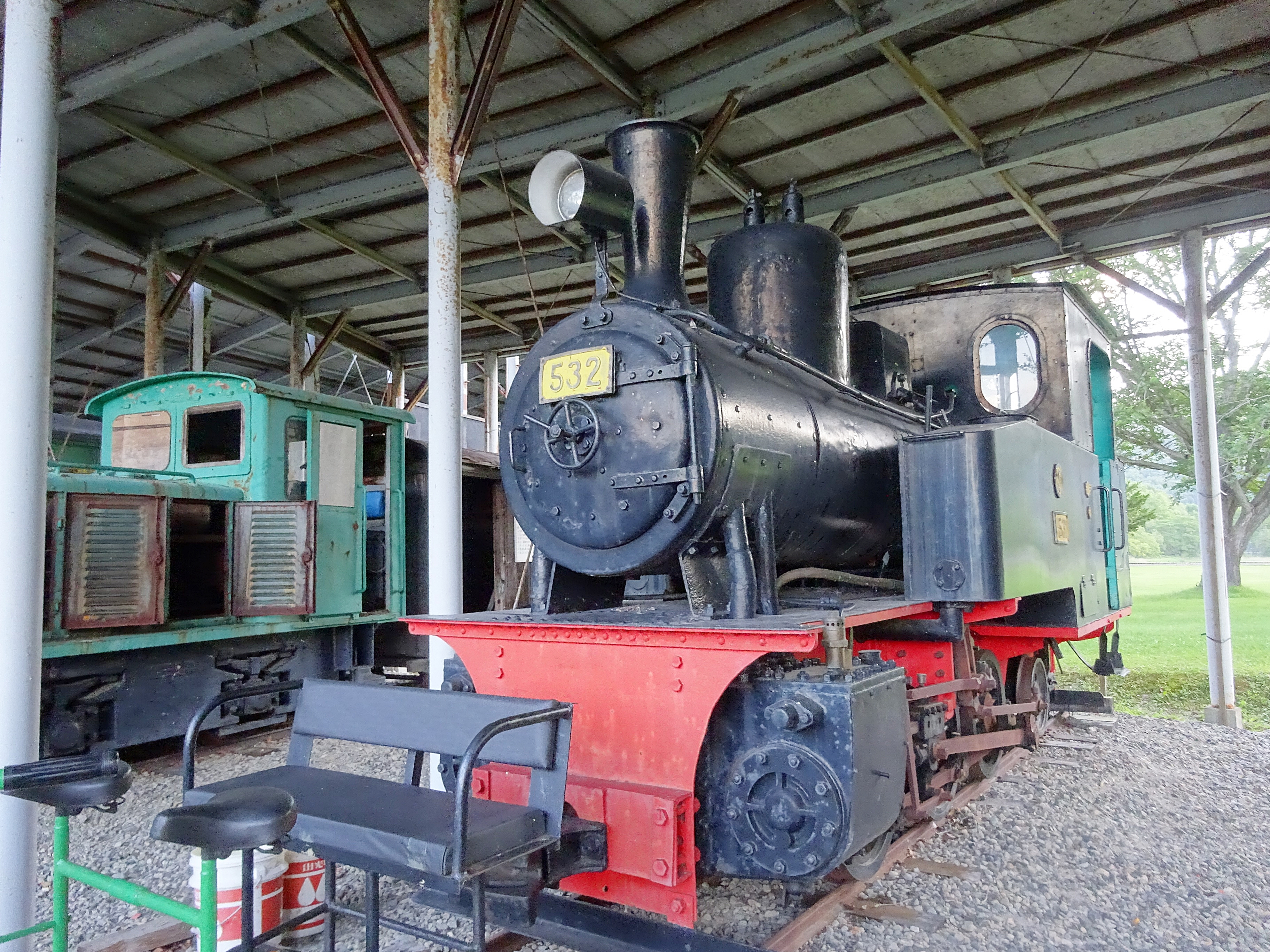
西武5形蒸気機関車532号機

1928年（昭和3年）製造。オーレンシュタイン・ウント・コッペル社（ドイツ）製。台湾の製糖会社で使用された後、1973年（昭和48年）に西武鉄道によって日本に輸入され、西武鉄道山口線で1977年（昭和52年）より1984年（昭和59年）5月まで使用。旧ユネスコ村駅で静態保存の後、1993年（平成5年）10月に西武31形客車4両と共に譲渡されたもの。当初は露天で、のち車両格納庫整備後は庫内で静態保存されている。
住友金属鉱山鴻之舞鉱業所3005号3tディーゼル機関車ほか
紋別市鴻之舞の金鉱山、住友金属鉱山鴻之舞鉱業所（1973年閉山）の坑内軌道で使用されていた車両。3005号機関車は1954年（昭和29年）協三工業製の鉱山用3tディーゼル機関車で、ほかに人車、チップラー装置で反転して積み荷の鉱石を鉱井に落とすチップラー用鉱車、軌道横のダンパー装置で片側面が開くグランピー鉱車、切羽で鉱車に鉱石を積み込むバケットローダー車5014号が車両格納庫内で静態保存されている。同鉱業所はかつて金八峠を挟んで丸瀬布市街地と物資輸送用索道で結ばれるなど、丸瀬布と歴史的なつながりがあり、1973年の閉山時に町民有志が保存を申し出て鉱業所から払い下げを受けたものである。
日本国有鉄道10t貨車移動機（入換動車）
1961年（昭和36年）、佐藤工業富山工場製。国鉄石北本線丸瀬布駅構内で使用されていた貨車移動機。丸瀬布駅は石北線の開通と同時に、森林鉄道やトラックで武利川流域から搬出される木材の一大積み替え基地となり、1957年以降、貨車の入れ換えや構内の除雪作業用としてディーゼル動力の貨車移動機が配備された。丸瀬布郷土博物館横の上屋下に静態保存。
日本国有鉄道スハ43形客車スハ43 703
国鉄の本州以南の優等列車用として1953年（昭和28年）、日本車輌東京支店でスハ43 324として製造された三等客車。1966年に国鉄後藤工場（鳥取県米子市）でアルミサッシ化などの近代化工事が行われたあと、1973年に旭川客貨車区に転配され、旧旭川工場を同年再編した苗穂工場旭川車両センターで北海道向けの耐寒耐雪改造を実施してスハ43 503に改番。番号整理のため1976年にスハ43 703に再改番された。石北線の急行「大雪」などに使用されて1986年に廃車。同年、丸瀬布市街地に本社を置く建設会社の管野組が国鉄から購入して丸瀬布町に寄贈し、公園駐車場横の上屋下に静態保存された。車内は保存時に座席間にテーブルを追加設置しており、休憩室として利用されている。
北見営林局10tディーゼル機関車（旧長野営林局127号）
1956年、協三工業製の10tディーゼル機関車で、北見営林局滝上営林署濁川森林鉄道（紋別郡滝上町）で使用された。1959年の濁川森林鉄道廃止に伴い長野営林局上松運輸営林署に配転されて127号に改番され、王滝森林鉄道で1975年の廃線まで使用された。用途廃止後、岐阜県大野郡宮村（現・高山市一之宮町）の国道41号宮峠にあったドライブインに払い下げられ、客車などとともに駐車場で保存。ドライブイン廃業後、中部森林管理局（旧長野営林局）が譲受し、愛知森林管理事務所定光寺自然休養林（愛知県瀬戸市）内のキャンプ場駐車場に移された。2017年のキャンプ場廃止にあたり林野庁が遠軽町に機関車の譲渡を打診。同機が遠紋地方に由来し、また園内の保存車両に森林鉄道用のディーゼル機関車が存在しないことから、2018年10月に譲受し園内に搬入した。町ではふるさと納税制度を活用して修復に要する資金を調達し、園内で動態保存する3台目の機関車として整備する方針である。
このほか、かつて以下の車両が保存されていた。
陸軍鉄道連隊E形蒸気機関車E103号機
陸軍鉄道連隊向け蒸気機関車として1925年（大正14年）、オーレンシュタイン・ウント・コッペル社（ドイツ）で製造された。軌間600mm。終戦後西武鉄道に払い下げられて安比奈駅砂利採取線（埼玉県川越市）で使用された後、ユネスコ村で静態保存。のちユネスコ村閉園に伴い1990年に丸瀬布町に譲渡された。以降、園内で静態保存されていたが、2002年に製造国ドイツの鉄道保存団体、フランクフルト軽便鉄道博物館協会（ドイツ・フランクフルト市ボッケンハイム街区）に譲渡。同協会が新製輸出時の姿に復元整備し、2014年から動態保存されている。

## 丸瀬布昆虫生態館
丸瀬布町は1960年代に地元の教職員が中心となって行った昆虫調査で、希少種のチョウ・オオイチモンジをはじめとする珍しい昆虫の多産地であることが判明して以降、昆虫採集の有名地となった。こうした中、住民有志でつくる丸瀬布昆虫同好会（現・NPO法人丸瀬布昆虫同好会）が1985年、上武利地区の離農農家の空き家を利用して開設した「昆虫の家」を発展させる形で、1997年に丸瀬布町が開設した町立の博物館である。現在は遠軽町教育委員会丸瀬布教育センターが所管し、丸瀬布昆虫同好会が運営展示に協力している。1998年、環境庁ふるさといきものの里100選に選定された。
丸瀬布の昆虫をできるだけ自然に近い姿で展示しているほか、1999年には丸瀬布温泉「やまびこ」の温泉廃熱を利用し、年間を通じてオオゴマダラなどのチョウを観察できる温室施設「チョウの広場」が開設した。外国からの外来種や道外からの移入種問題など、生態系の保全に関する調査研究や教育活動にも力を入れている。また2008年の映画ロケでの滞在を契機に、昆虫愛好家として知られる俳優哀川翔との交流が続いており、2012年には哀川を「まるせっぷ昆虫大使」と昆虫生態館の「カブトムシ・クワガタ特別学芸員」に任命するとともに、無償提供されたカブトムシやクワガタを飼育展示する「アニキの森」コーナーを開設した。
- 開館時間
  - 4月 - 10月：午前9時 - 午後5時
  - 11月 - 3月：午前10時 - 午後4時
- 休館日：火曜日（祝日の場合は翌日）、年末年始。大型連休・夏休み期間中は無休。
- 入館料：大人400円、小・中・高校生150円。幼児無料。団体30名以上2割引。

## 丸瀬布温泉「やまびこ」
丸瀬布温泉から引湯して1998年に丸瀬布町が開設した町営の日帰り入浴施設である。現在は遠軽町丸瀬布総合支所産業課が所管している。泉質はアルカリ性単純温泉で泉温は42.4度。売店や食堂、地元の農家が栽培した野菜などの農産物販売コーナーも設けられている。
- 営業時間（入浴受付は午後8時30分まで）
  - 4月 - 10月：午前10時 - 午後9時
  - 11月 - 3月：午前11時 - 午後9時
- 定休日：火曜日（祝日の場合は翌日）、年末年始
- 入浴料：中学生以上500円、小学生300円（貸しタオル代含む）

## 交通アクセス
- オホーツク紋別空港より車で80分
- JR丸瀬布駅より車で15分
- 遠軽町営バス丸瀬布上武利線「いこいの森」停留所 - 丸瀬布駅前との間に1日3往復、所要15分。片道運賃大人250円、子供130円。

## 周辺
公園内を武利川が流れており、北側は武利ダム湖に隣接している。
- 北海道道1070号上武利丸瀬布線
- 丸瀬布温泉 - 温泉ホテル「マウレ山荘」がある。